# Amalia von Levetzow
Amalie Theodora Karolina von Brösigke, provdaná von Lewetzow a von Klebelsberg (5. května 1788, Löbnitz, Sasko – 10. března 1868, Třebívlice) byla německá šlechtična.

## Život
Narodila se 5. května 1788 do staré sasko-anhaltské rodiny von Brösigke. Jejím otcem byl Friedrich Johann Leberecht von Brösigke a matkou Ulrika Elisabeta von Brösigke, rozená von Loewenklau. V 15 letech byla provdána za meklenburského šlechtice Joachima Ottu Ulricha von Levetzowa, s nímž měla kromě starší dcery Ulriky i mladší dceru Amalii.
V roce 1807 bylo však manželství na žádost Amalie von Levetzow či jejích rodičů pro rozmařilý život manžela rozvedeno. Amalie von Levetzow se následně ještě téhož roku provdala za bratrance svého bývalého manžela, Friedricha Carla Ludwiga von Levetzowa, vlastníka meklenburského panství Lelkendorf. S Friedrichem von Levetzowem měla následně svou třetí dceru Berthu. V roce 1815 Friedrich von Levetzow padl v bitvě u Waterloo. Amalie von Levetzow ovdověla a kromě malé renty od britského krále zdědila po svém druhém manželovi i panství Döllnitβ a Könnigde.
Ta však následně prodala a odešla ke svým rodičům do Lipska a Drážďan. V roce 1819 se v Drážďanech seznámila s českým šlechticem, hrabětem Františkem Josefem z Klebelsbergu na Thumburgu. Ten následně požádal Amalii von Levetzow o ruku, ale sňatku bránila řada překážek: jednak její evangelické vyznání, ale hlavně její stav rozvedené ženy. Katolická církev proto hraběti Klebelsbergovi nechtěla dát svolení k sňatku a nepomohla ani žádost o papežský dispens. Amalie von Levetzow si tak mohla hraběte Klebelsberga vzít až po smrti svého prvního manžela Otty von Levetzowa v roce 1843. V den svatby jí bylo již 55 let a Klebersbergovi 69 let; do té doby tak žili ve vztahu, který byl na svou dobu skandální. V roce 1858 zemřel hrabě František Josef z Klebelsbergu bez přímého potomka a jeho jedinou dědičkou i vykonavatelkou jeho závěti se stala právě jeho vdova, jež pak až do své smrti spravovala celý klebelsberský majetek. Amalie Theodora Karolina, hraběnka z Klebelsbergu na Thumburgu, zemřela v Třebívlicích dne 10. března 1868 a je zde pohřbena po boku svého manžela Františka Josefa z Klebelsbergu.